# نیکول آنیومی
نیکول آنیومی (انگلیسی: Nicole Anyomi؛ زادهٔ ۱۰ فوریهٔ ۲۰۰۰) بازیکن فوتبال اهل آلمان است.
از باشگاه‌هایی که در آن بازی کرده‌است می‌توان به باشگاه فوتبال اس‌جی‌اس اسن اشاره کرد.
وی همچنین در تیم‌های ملی فوتبال Germany women's national under-15 football team, Germany women's national under-16 football team, Germany women's national under-17 football team, Germany women's national under-19 football team، و زنان آلمان بازی کرده‌است.